# Mordella latefasciata
Mordella latefasciata is een keversoort uit de familie spartelkevers (Mordellidae). De wetenschappelijke naam van de soort is voor het eerst geldig gepubliceerd in 1905 door Fairmaire.